# Slania
Albums de Eluveitie
Spirit
(2006) Live at Metalcamp
(2008)
Slania est le deuxième album studio du groupe de Folk metal suisse Eluveitie. L'album est sorti le 15 février 2008 sous le label Nuclear Blast.
Une vidéo a été tournée pour le titre Inis Mona, une reprise de la chanson populaire bretonne Tri Martolod popularisée par Alan Stivell, qui a reçu un assez grand succès dans le milieu metal et qui a contribué à faire connaître le groupe à un plus large public. Cette vidéo a été visionnée plus de trente millions de fois (au mois de mars 2022).

## Musiciens
- Simeon Koch – Guitare, Chant
- Ivo Henzi – Guitare
- Rafi Kirder – Basse
- Merlin Sutter – Batterie
- Anna Murphy – Vielle à roue, Chant
- Chrigel Glanzmann – Sifflet, Uilleann pipes, Guitare acoustique, Bodhrán, Chant
- Meri Tadic – Violon, Chant
- Sevan Kirder – Flute irlandaise, Sifflet, Cornemuse

## Liste des morceaux
| 1.    | Samon                    | 1:49 |
| 2.    | Primordial Breath        | 4:19 |
| 3.    | Inis Mona                | 4:09 |
| 4.    | Gray Sublime Archon      | 4:21 |
| 5.    | Anagantios               | 3:25 |
| 6.    | Bloodstained Ground      | 3:20 |
| 7.    | The Somber Lay           | 4:00 |
| 8.    | Slanias Song             | 5:40 |
| 9.    | Giamonios                | 1:23 |
| 10.   | Tarvos                   | 4:38 |
| 11.   | Calling The Rain         | 5:06 |
| 12.   | Elembivos                | 6:28 |
|       | Bonus Track              |      |
| 13.   | Samon (Acoustic Version) | 1:26 |
| 50:04 |                          |      |